# Halleneuropameisterschaften im Bogenschießen 2022
Die Halleneuropameisterschaften im Bogenschießen 2022 wurden vom 19. bis 24. Februar in der Dvorana Tri lilije im slowenischen Laško ausgetragen.

## Ergebnisse

### Recurvebogen
| Disziplin         | Gold                                                              | Silber                                                    | Bronze                                                         |
| ----------------- | ----------------------------------------------------------------- | --------------------------------------------------------- | -------------------------------------------------------------- |
| Männer Einzel     | Clément Jacquey                                                   | Jean-Charles Valladont                                    | Erdem Tsydypov                                                 |
| Frauen Einzel     | Lisa Barbelin                                                     | Vanessa Landi                                             | Anastassija Pawlowa                                            |
| Männer Mannschaft | Frankreich Thomas Chirault Clément Jacquey Jean-Charles Valladont | Belarus Kiryl Firsau Anton Karoukin Raman Hikizijonak     | Italien Federico Musolesi Mauro Nespoli Alessandro Paoli       |
| Frauen Mannschaft | Ukraine Weronika Martschenko Anastassija Pawlowa Polina Rodionowa | Türkei Gülnaz Büşranur Coşkun Gizem Özkan Assıya Yılmazer | Russland Tujana Budaschapowa Walerija Mylnikowa Inna Stepanowa |

### Compoundbogen
| Disziplin         | Gold                                                                   | Silber                                                 | Bronze                                                     |
| ----------------- | ---------------------------------------------------------------------- | ------------------------------------------------------ | ---------------------------------------------------------- |
| Männer Einzel     | Mike Schloesser                                                        | Jean-Philippe Boulch                                   | Nicolas Girard                                             |
| Frauen Einzel     | Ella Gibson                                                            | Jelisaweta Knjazewa                                    | Alexandra Sawenkowa                                        |
| Männer Mannschaft | Niederlande Sil Pater Mike Schloesser Max Verwoerdt                    | Türkei Demir Elmaağaçlı Emircan Haney Furkan Oruç      | Portugal Cláudio Alves Rui Pereira Baptista Carlos Resende |
| Frauen Mannschaft | Russland Wiktorija Balschanowa Jelisaweta Knjazewa Alexandra Sawenkowa | Estland Lisell Jäätma Meeri-Marita Paas Maris Tetsmann | Italien Andrea Nicole Moccia Elisa Roner Marcella Tonioli  |

### Blankbogen
| Disziplin         | Gold                                                  | Silber                                                         | Bronze                                                             |
| ----------------- | ----------------------------------------------------- | -------------------------------------------------------------- | ------------------------------------------------------------------ |
| Männer Einzel     | Leo Pettersson                                        | Oliver Hicks                                                   | Witali Budjak                                                      |
| Frauen Einzel     | Cinzia Noziglia                                       | Fabia Rovatti                                                  | Laura Turello                                                      |
| Männer Mannschaft | Schweden Viggo Axelsson Joakim Hassila Leo Pettersson | Italien Simone Barbieri Valter Basteri Daniele Bellotti        | Slowenien Klemen Kelvišar Robert Luštrek Iztok Spinelli            |
| Frauen Mannschaft | Italien Cinzia Noziglia Fabia Rovatti Laura Turello   | Russland Marija Sawenkowa Julija Blanter Wiktorija Schurawlewa | Polen Anna Junczyk-Paczuska Regina Karkoszka Inga Zagrodzka-Dobija |

## Medaillenspiegel
| Platz  | Land           | Gold | Silber | Bronze | Gesamt |
| ------ | -------------- | ---- | ------ | ------ | ------ |
| 1      | Frankreich     | 3    | 2      | 1      | 6      |
| 2      | Italien        | 2    | 3      | 3      | 8      |
| 3      | Niederlande    | 2    | –      | –      | 2      |
| 3      | Schweden       | 2    | –      | –      | 2      |
| 5      | Russland       | 1    | 2      | 4      | 7      |
| 6      | Großbritannien | 1    | 1      | –      | 2      |
| 7      | Ukraine        | 1    | 0      | 1      | 2      |
| 8      | Türkei         | –    | 2      | –      | 2      |
| 9      | Belarus        | –    | 1      | –      | 1      |
| 9      | Estland        | –    | 1      | –      | 1      |
| 11     | Polen          | –    | –      | 1      | 1      |
| 11     | Portugal       | –    | –      | 1      | 1      |
| 11     | Slowenien      | –    | –      | 1      | 1      |
| Gesamt | Gesamt         | 12   | 12     | 12     | 36     |